# Industriestraße Mitte
Die Industriestraße Mitte ist eine 4,5 Kilometer lange durchgängig vierspurig und meist kreuzungsfrei ausgebaute Schnellstraße in Salzgitter, die den Nordwesten der Stadt mit der Bundesstraße 248 im Osten und damit den größten Stadtteil Lebenstedt sowie die A 39 mit dem Industriegebiet verbindet. Zusammen mit der Nord-Süd-Straße und der Industriestraße Nord sowie der Kanalstraße gehört sie zu den wichtigen überörtlichen Straßen in Salzgitter.
Die Industriestraße Mitte ist Teil der insgesamt 11,4 Kilometer langen Kreisstraße K 30, die im Westen auch durch das Stadtgebiet von Salzgitter-Lebenstedt führt, dort aber andere Namen trägt (Theodor-Heuss-Straße, Bruchmachtersenstraße, Willy-Brandt-Straße und Konrad-Adenauer-Straße) und nicht kreuzungsfrei ausgebaut ist. Stellenweise stehen hier auch nur zwei anstatt vier Fahrstreifen zur Verfügung.
Im Osten wechselt der Straßenname erneut. Die Industriestraße Mitte heißt hier ab der Kreuzung Eisenhüttenstraße/Linke-Hofmann-Busch-Straße Heinrich-Büssing-Straße. Diese ist nur bis zum Werksgelände von MAN Truck & Bus vierstreifig ausgebaut.

## Verlauf

### Stadtgebiet SZ-Lebenstedt
Die Kreisstraße K 30 beginnt als Theodor-Heuss-Straße im äußersten Südosten Lebenstedts nördlich von Lichtenberg und der Anschlussstelle 20 der Bundesautobahn 39 an einem Gewerbegebiet. Sie geht dort aus der Kreisstraße K 6 hervor, die bereits unter dem gleichen Straßennamen an der Kreisstraße K 40 (An der Heerstraße) zwischen Osterlinde und Salder beginnt, dann aber nach Nordosten in Richtung Lesse abzweigt.
Die Theodor-Heuss-Straße ist zweistreifig und nicht kreuzungsfrei ausgebaut. Über mehrere Kreuzungen werden umliegende Dörfer und das Stadtgebiet von Lebenstedt mit Fredenberg und dem Salzgittersee an die Straße angebunden. Südöstlich des Alten Dorfes geht die Theodor-Heuss-Straße nach 2,8 Kilometern (ohne den Abschnitt der Kreisstraße K 6) in die nur knapp über 200 Meter lange Bruchmachtersenstraße über, die an der Kreuzung Kattowitzer Straße am Südrand des Alten Dorfes endet und den vierstreifigen Ausbau einleitet.
Die nun folgende Willy-Brandt-Straße ist auf ihrer gesamten Länge von 600 Metern als Landesstraße 472 gewidmet. An der Kreuzung nordöstlich des Bahnhofs zweigt diese nach Nordosten ab und folgt dem Verlauf der Albert-Schweitzer-Straße. Hinter der Kreuzung beginnt die 1,4 Kilometer lange Konrad-Adenauer-Straße, welche wieder zur Kreisstraße 30 gehört und vierstreifig, aber noch immer nicht kreuzungsfrei ausgebaut ist. Hinter der Kreuzung an der Feuerwache verlässt die Straße das Lebenstedter Gebiet. An der kurz darauf folgenden Anschlussstelle Peiner Straße, die Richtung Engelnstedt, Gewerbegebiet und Salder führt, beginnen der kreuzungsfreie Ausbau und auch die Industriestraße Mitte.

### Schnellstraße Industriestraße Mitte
Hinter der Anschlussstelle Peiner Straße beträgt die zulässige Höchstgeschwindigkeit zunächst nur 60 km/h, da die Zufahrten auf die A 39 nicht kreuzungsfrei ausgeführt sind. Dahinter ist eine Geschwindigkeit von 100 km/h zulässig. Es folgt die Anschlussstelle Nord-Süd-Straße/Watenstedter Weg/Kanalstraße, welche die Industriestraße Mitte über die anderen wichtigen Außerortsstraßen an Hallendorf und den Süden des Stadtgebiets mit den Stadtteilen Salzgitter-Bad sowie Gebhardshagen anbindet. Eine weitere Anschlussstelle liegt bei Watenstedt. Über diese ist auch der Stadtteil Heerte erreichbar. Kurze Zeit später endet der kreuzungsfreie Ausbau der Industriestraße Mitte. Es stehen jedoch weiterhin vier Fahrstreifen zur Verfügung. Die Zufahrt zum MAN-Logistik-Zentrum ist durch eine Ampelschaltung geregelt. Dasselbe gilt für die Kreuzung Eisenhüttenstraße/Linke-Hofmann-Busch-Straße. An dieser Stelle im Industrie- und Gewerbegebiet endet die Industriestraße Mitte. Sie geht in die Heinrich-Büssing-Straße über. Wichtige Unternehmen wie die Salzgitter AG, ALSTOM und MAN verfügen hier über Firmenstandorte. Die Eisenhüttenstraße, welche hier nach Norden abzweigt, stellt zudem eine wichtige Querverbindung mit der Industriestraße Nord dar und bindet den drittgrößten Stadtteil Thiede und die Hauptverwaltung der Salzgitter AG an beide Industriestraßen an.

### Weiterer Verlauf als Heinrich-Büssing-Straße
Die 1,8 Kilometer lange Heinrich-Büssing-Straße verläuft auf den ersten 500 Metern noch vierstreifig. Hinter der Kreuzung des Standortes von MAN Truck & Bus verengt sich die Straße auf zwei Fahrstreifen. Nach zwei kleineren Kreuzungen am Gewerbegebiet Watenstedt und südwestlich von Immendorf folgt der wichtige Verkehrsknotenpunkt Immendorfer Kreuzung. Hier endet die Kreisstraße K 30. Sie geht in die Landesstraße 495 über und verlässt das Stadtgebiet in Richtung Wolfenbüttel im Ostsüdosten. Die Bundesstraße 248 führt in nordöstlicher Richtung weiter nach Thiede und Braunschweig und in südwestlicher Richtung nach Salzgitter-Bad und Seesen.

## Ausbauzustand
Der Ausbauzustand der K 30 auf den einzelnen Abschnitten:
| Abschnitt                                                              | Name                                                               | Länge  | Streifen | Trennstreifen | Kreuzungsfreiheit | Bemerkung       |
| ---------------------------------------------------------------------- | ------------------------------------------------------------------ | ------ | -------- | ------------- | ----------------- | --------------- |
| K 6 Lesse, Lichtenberg – 100 m südwestlich L 472K 8 Kattowitzer Straße | Theodor-Heuss-Straße, Bruchmachtersenstraße                        | 2,9 km | 2        | nein          | nein              | städtisch       |
| 100 m südwestlich L 472K 8 Kattowitzer Straße – An der Feuerwache      | Bruchmachtersenstraße, Willy-Brandt-Straße, Konrad-Adenauer-Straße | 1,8 km | 4        | ja            | nein              | städtisch       |
| An der Feuerwache – Kassel                                             | Konrad-Adenauer-Straße, Industriestraße Mitte                      | 0,7 km | 4        | ja            | ja                | städtisch       |
| Kassel – Braunschweig                                                  | Industriestraße Mitte                                              | 0,4 km | 4        | ja            | nein              |                 |
| Braunschweig – MAN-Logistik-Zentrum                                    | Industriestraße Mitte                                              | 3,5 km | 4        | ja            | ja                | autobahnähnlich |
| MAN-Logistik-Zentrum – MAN Truck & Bus                                 | Industriestraße Mitte, Heinrich-Büssing-Straße                     | 0,8 km | 4        | ja            | nein              | ländlich        |
| MAN Truck & Bus – Immendorfer Kreuzung                                 | Heinrich-Büssing-Straße                                            | 1,3 km | 2        | nein          | nein              | ländlich        |

## Einbindung in das Außerortsstraßensystem Salzgitters
Durch die Anbindung der Industriestraße Mitte an weitere wichtige Verkehrsadern wie die teilweise ebenfalls vierspurig ausgebaute Nord-Süd-Straße, die Bundesautobahn 39, die Kanalstraße und die Eisenhüttenstraße sind auch Braunschweig und Kassel sowie die Stadtteile Salzgitter-Bad, Gebhardshagen, Thiede und Hallendorf in kurzer Zeit erreichbar.
Daneben ergänzt schließlich die Industriestraße Nord (Kreisstraße K 39) das vierstreifig ausgebaute überörtliche Straßensystem in Salzgitters Norden und Nordosten. Sie ist über die Albert-Schweitzer-Straße in Lebenstedt und über die Eisenhüttenstraße an die Industriestraße Mitte angebunden.